# 지구복사수지위성
지구복사수지위성(地球輻射收支衛星, 영어: Earth Radiation Budget Satellite, ERBS)은 NASA의 과학연구위성이다. 지구의 열복사 분포를 관측하고 에너지 수지를 분석하는 임무를 수행했다. 또한 성층권 에어로졸과 가스를 연구하는 장비도 탑재했다.
ERBS는 1984년 10월 5일 챌린저 우주왕복선이 STS-41-G 임무 중 발사해 2005년 10월 14일 비활성화됐고, 2023년 1월 8일 우주에서 38년 만에 지구 대기권에 재진입하여 미국 베링해 알류샨 열도에 추락했다.

## 임무
ERBS 위성은 우주 왕복선 임무에 의해 발사되고 배치된 최초의 우주선이다. ERBS는 1984년 10월 5일 챌린저 우주왕복선에서 미국의 최초 여성 우주비행사인 샐리 라이드에 의해 발사됐다.
설계 수명은 2년, 목표는 3년이었지만, 여러 가지 사소한 하드웨어 오류를 겪으면서 21년 동안 수명이 지속되었다.
인공위성이 퇴역하게 된 이유는 배터리 내부의 고장 때문이다. 위성이 2010년까지 계속 작동할 것이라는 추정에도 불구하고, 배터리가 태양전지판에서 분리되기 전에 위성이 전원을 잃으면, 배터리가 폭발하여 다른 위성을 위험에 빠뜨릴 우주 파편 구름을 만들 수 있다는 우려가 있었다.
2002년에는 위성의 근지점을 50km 이상 낮추어서, 위성이 임무 종료 후 25년 이내에 자연적으로 대기권에 떨어지도록 했다. 2005년 위성이 최종적으로 퇴역했을 때, 추진 및 자세 제어 시스템의 기능이 너무 저하되어, 관측임무 종료 후 델타 V 기동을 수행하여 남은 연료를 제거하려고 헀지만, 너무 위험해서 델타 V 기동을 하지 않았다.

## 대기권 재진입
미국 국방부는 ERBS가 미국 동부 시간(EST) 기준 2023년 1월 8일(현지시간) 오후 6시 40분쯤 대기권에 재진입할 것으로 예측했다. 오차는 이 시점 앞뒤로 17시간 정도 발생할 수 있다고 덧붙였다.
ERBS는 약 2,450kg 정도 무게가 나가며, 추락 시 대기권 마찰열로 몸체 대부분이 불타버릴 것으로 예상된다.
NASA는 "일부 부품이 재진입 후에 남아있을 수 있다"면서도 "지구상의 그 어떤 사람에게라도 피해가 돌아갈 확률은 대략 9400분의 1로 매우 희박하다"고 설명했다.
2023년 1월 9일 13시 4분경, 알래스카 서남쪽 베링해 부근(위도 56.9도, 경도 193.8도)에 추락했다.

## 같이 보기
- 님버스 (인공위성)